# Gmina Strzelin
Gmina Strzelin je polská městsko-vesnická gmina v okrese Strzelin v Dolnoslezském vojvodství. Sídlem gminy je město Strzelin. V roce 2020 zde žilo 22 025 obyvatel.
Gmina má rozlohu 171,4 km² a zabírá 27,6 % rozlohy okresu. Skládá se z 36 starostenství.

## Části gminy
Starostenství
Biały Kościół, Biedrzychów, Bierzyn, Brożec, Częszyce, Dankowice, Dębniki, Dobrogoszcz, Gębczyce, Gębice, Gęsiniec, Głęboka, Gościęcice, Górzec, Karszów, Karszówek, Kazanów, Krzepice, Kuropatnik, Ludów Polski, Mikoszów, Muchowiec, Nieszkowice, Nowolesie, Pęcz, Piotrowice, Pławna, Skoroszowice, Strzegów, Szczawin, Szczodrowice, Trześnia, Ulsza, Warkocz, Wąwolnica, Żeleźnik
Sídla bez statusu starostenství
Chociwel